# St. Jimmy
«St. Jimmy» es la sexta canción del álbum American Idiot de la banda punk Green Day. También es el alter ego de Billie Joe Armstrong, vocalista de la banda, interpretado por el actor Lou Taylor Pucci en el videoclip de «Jesus of Suburbia».

## Historia deJesus of Suburbia
La historia continúa con la decisión de Jesus of Suburbia de usar su alter ego, la canción da los aspectos psicológicos de Jimmy, como un bandido sin causa y que no respeta la ley. Toma la decisión el día 7 de mayo, al darse cuenta de lo solo y deprimido que está, pensando que esto lo ayudaría; al no ser así, cae en las drogas.

## Historia deJesusen el musical de Brodway
En el musical de American Idiot, St. Jimmy es un traficante de drogas que conoce a Jesus of Suburbia deprimido caminando por las calles, ellos se hacen amigos y Jimmy le da la solución a su soledad, la 'novocoína'.

## Versiones
- La versión original que aparece en el disco American Idiot.[1]
- Una grabación en vivo apareció en un primer momento como un lado B del sencillo «Jesus of Suburbia» en 2005,[2] esta fue grabada en el programa VH1 Storytellers.
- En la edición de lujo de American Idiot en Japón,[3] se incluiría como el quinto track del CD 2, el cual presenta canciones grabadas desde Makuhari Messe, Tokio, Japón, el 19 de marzo de 2005 durante el American Idiot World Tour; esta misma versión sería lanzada en la edición de Target del disco 21st Century Breakdown en el año 2009.[4]
- Tal vez la versión más conocida de "St. Jimmy" en vivo, es la tocada en vivo desde el Milton Keynes National Bowl en Inglaterra, en junio de 2005 e incluida en el CD/DVD en vivo Bullet in a Bible.[5]
- Versión del musical American Idiot que aparece en el disco American Idiot: The Original Broadway Cast Recording.[6]